# Lound (Nottinghamshire)
Lound – wieś w Anglii, w hrabstwie Nottinghamshire, w dystrykcie Bassetlaw. Leży 49 km na północ od miasta Nottingham i 215 km na północ od Londynu. Miejscowość liczy 493 mieszkańców.